# Franzosenbauer

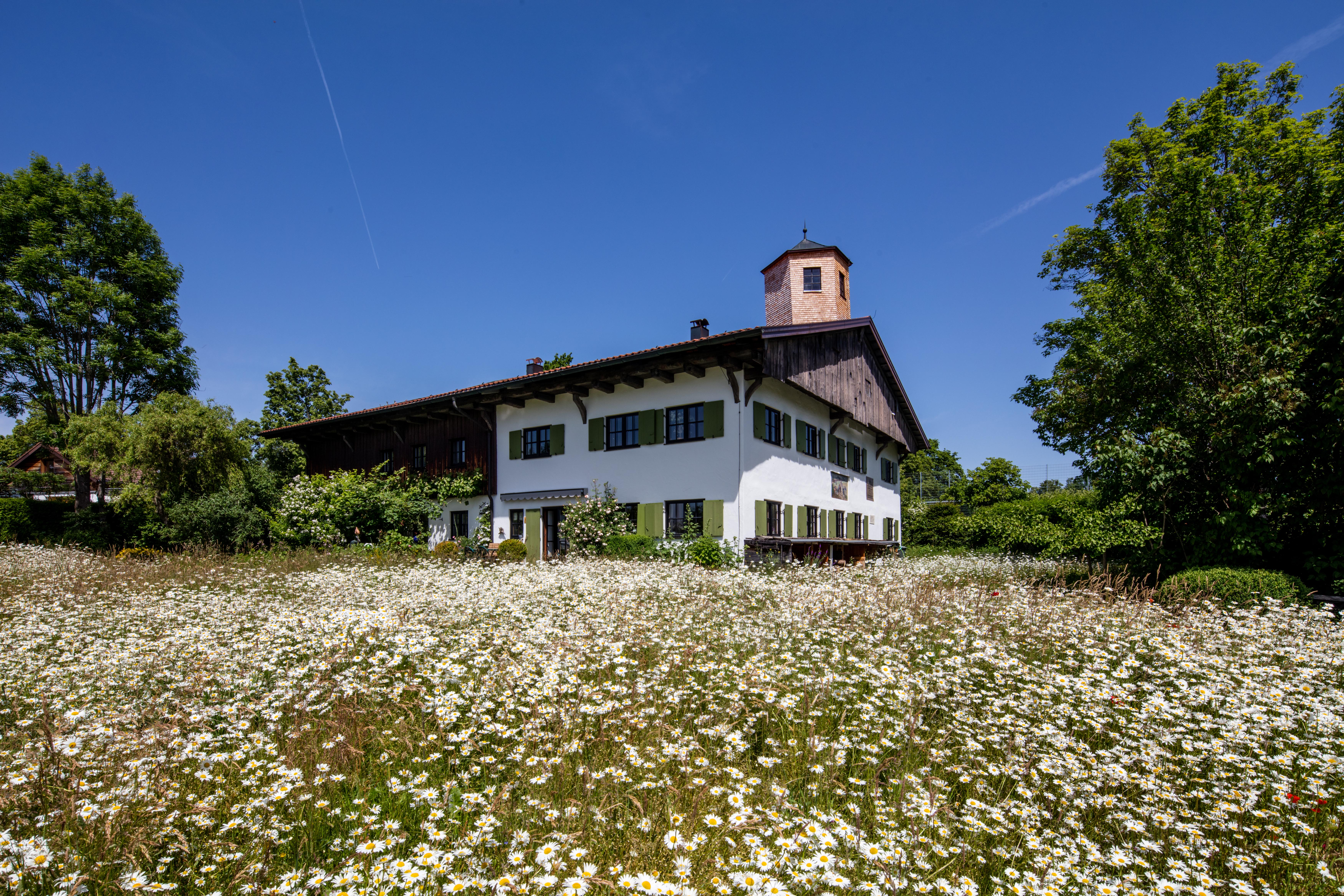
Franzosenbauerhof 2019

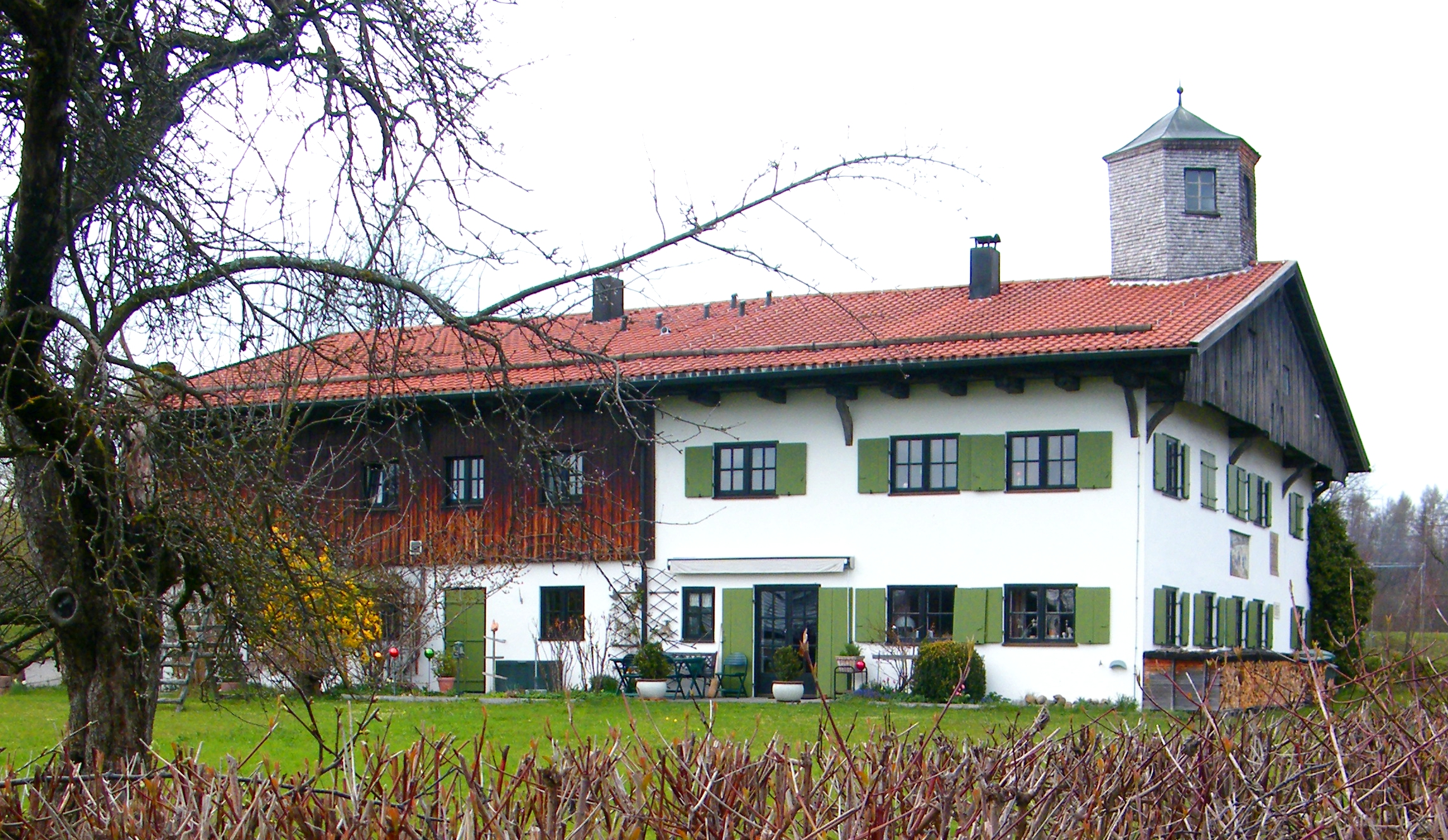
Bauernhaus Franzosenbauer in Kempten (Allgäu)

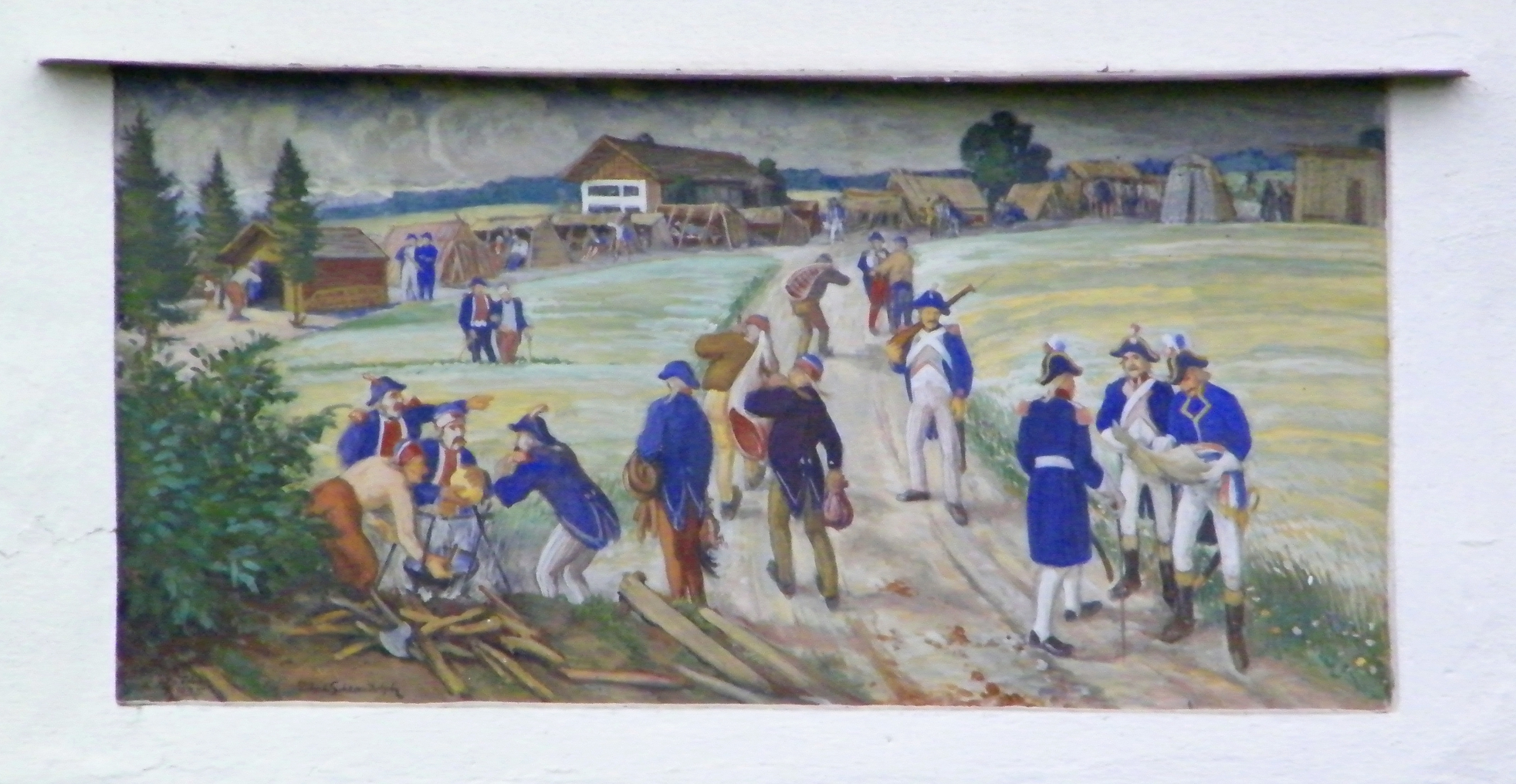
Freske mit dem Lager der Franzosen im Jahr 1800.

Franzosenbauer ist ein denkmalgeschütztes, stadtteilprägendes Bauernhaus in der Stadt Kempten (Allgäu). Das Haus befindet sich südlich des Sportplatzes des Allgäu-Gymnasiums und trägt die Anschrift Hermann-von-Barth-Straße 35.
Im Jahr 1511 wurde erstmals ein Gut in Haslach erwähnt. Das liegt damals zwar weit vor den Toren der Stadt im Gebiet des Fürststifts Kempten, gehört aber den Reichsstädtern. Dorothee Müller, Bürgerin der Stadt, hatte das Haus an ihren Sohn Hans vererbt, der verkaufte es im März 1511 an Josef Todel, steht in den Akten des Stadtarchivs Kempten.
Das heutige Haus wurde im 17. Jahrhundert in der Zeit von Fürstabt Rupert von Bodman erbaut und in der Zeit von Fürstabt Anselm von Reichlin-Meldegg erweitert. Von 1662 bis 1828 war das Gut mit 60 Hektar Fläche im Besitz der Brauerei Zum Weißen Rößle, die 1745 mit Zustimmung der Stadtoberen in Zur Stadt Hamburg umbenannt wurde. Fünf Jahre lang gehörte es dann der Familie Rommel vom Bauerntanzkeller. Das Anwesen lag ursprünglich auf dem Gebiet der Hauptmannschaft Hofammannschaft, und kam damit zunächst zur Stadt Kempten, dann aber 1818 zur neu gebildeten Gemeinde Sankt Lorenz.
Franzosenlager
Als Kempten 1800 von französischen Truppen besetzt wird, leben in der Reichsstadt Kempten 3650 Einwohner. In der Stiftsstadt Kempten gibt es 330 Gebäude, in der meist vier bis fünf Familien unter einem Dach leben. 4000 bis 5000 Franzosen aus der katholischen Provinz Vendee am Atlantik lagern 62 Tage in Haslach, südlich von Kempten. Sie kämpfen gegen die österreichische Armee. Die hat ein Lager mit 1000 Soldaten in Schelldorf aufgeschlagen und ziehen sich Mitte Mai Richtung Nesselwang zurück. Am 12. Juli bricht der Großteil der französischen Streitmacht ihre Hütten ab und zieht fort.
Den mit blau-weiß-roten Bändern gezierten Freiheitsbaum, den sie im unteren Lager bei Haslach nicht weit vom Scheibenholz errichtet haben, lassen sie stehen. Die Kempter Bürger, die nach Haslach gehen, um diesen Freiheitsbaum zu betrachten, müssen leider feststellen, dass die Franzosen die gesamten Bäume im Scheibenholz entrindet haben, um ihre Hütten zu decken. Der Wald muss deshalb gefällt werden. Auch in den Lagern bei Neudorf und Schelldorf sind alle Bäume der Umgebung geschält worden.
Doch erst am 16. April 1801 wird das Franzosenlager beim Franzosenhaus aufgelöst. Die Reichsstadt Kempten hat der Zweite Koalitionskrieg laut Bezirksheimatpfleger Dr. Dr. Alfred Weitnauer 1.270.140 Gulden gekostet. Nachdem das ganze Allgäu nunmehr von Franzosen frei ist, kehrt am 22. April der Kemptener Fürstabt Kastolus wieder in seine Residenz zurück, die er am 9. Mai 1800 verlassen hatte. Er hatte sich in Salzburg, Klagenfurt und im Tirol aufgehalten.
Mitte Juli 1900 gibt es eine Gedenkfeier am „Franzosenhaus“ bei Kempten. An diesem Sonntag herrscht eine wahre Tropenhitze, schreibt der Berichterstatter des Tag- und Anzeigeblattes. Vor dem Fäßle in der Blumenstraße nehmen die Mitglieder von fünf Militär- und Feuerwehrvereinen Aufstellung und marschieren mit ihren Fahnen über Steufzgen zum Franzosenhaus. Auf dem Dach wehen die bayerische und die deutsche Fahne; vor dem Rednerpult sind die Büste des Prinzregenten Luitpold, des unvergesslichen Königs Ludwig II., ein Bildniss des deutschen Kaisers aufgebaut; Eichenlaub und Tannengrün schmücken die östliche Giebelseite des Hauses. Hübsch sind auch die aus Stiefmütterchen gepflanzten Jahreszahlen 1800 – 1900. Herrn Zwick, Vorstand des Veteranenvereins St. Lorenz, begrüßt eine große Gästeschar. Und bringt ein Hoch auf das Haus Wittelsbach und auf den erlauchten Landesvater Se. Kgl. Hoheit den Prinzregenten Luitpold aus. Die Musikkapelle stimmt die Nationalhymne an (welche wohl?), ehe Lehrer Max Glock von Leinschwenden die Festrede hält. Zum Schluss betont der Lehrer, dass Deutschland nun schon 30 Jahre die Segnungen und Wohltaten des Friedens genossen habe, dass sich dabei der Wohlstand entwickelt habe und die Kultur gewaltig fortgeschritten sei.
Die Feiern zum 200. Jahrestag des Franzosenlagers fallen deutlich bescheidener aus. Im Garten wird ein mit bunten Bändern geschmückter Maibaum aufgestellt. Die Bewohner und Nachbarn feiern bei strahlendem Sonnenschein und einem Fass Zwickelbier und lauschen einem unterhaltsamen Bericht über die Koalitionskriege und das Franzosenlager. Markige Reden auf Kanzler und Bundesrepublik sind Fehlanzeige. An der Schwelle zum 21. Jahrhundert sehen sich die Kemptener als Teil eines vereinten Europas, welches durch die kommende Einführung des Euros noch stärker zusammenwachsen wird.
Franzosenbauerhof
Im März 1833 kaufte Johann Georg Zwick aus Seifriedsberg das Anwesen. Er hatte aus zwei Ehen 25 Kinder. 1896 übernahm Maria Zwick mit ihrem Mann Max Meiler aus Leutenhof den elterlichen Hof, der 1911/12 um einen großen Wirtschaftsteil erweitert wurde. Am 1. Oktober 1934 wurde das Anwesen mit zahlreichen weiteren Ortsteilen aus der Gemeinde Sankt Lorenz aus- und in die Stadt Kempten eingegliedert. Die Familie Meiler bewirtschaftete den Hof bis 1962, dann übernahm die Stadt Kempten für mehr als fünf Jahrzehnte den Besitz. Sie verpachtete den Hof an Familie Josef Wolf und begann 1966 mit der Bebauung des Stadtviertels Franzosenbauer. Aus der Adresse Haslach 32 und Franzosenbauerweg 25 wurde die Hermann-von-Barth-Straße 35. Die Landwirtschaft wurde bis 1973 betrieben.
Der Franzosenbauer ist eines der wenigen denkmalgeschützten landwirtschaftlichen Anwesen im Stadtgebiet und wurde in der Amtszeit von Oberbürgermeister Dr. Josef Höß 1987/88 saniert. Lange hatte sich die Stadt um eine Nutzung des Hauses Gedanken gemacht. „Als Heim für Schützenvereine oder als Café sei es nicht in Betracht gekommen, da Belange des Denkmal- und Immissionsschutzes entgegenstanden“, sagte Höß damals. Deshalb habe man sich entschlossen, den Widerkehr abzubrechen und Wohnungen einzubauen. Ursprüngliche Bestandteile des Hauses – bis hin zu Deckenbalken und Fachwerk-Wänden – blieben erhalten und wurden ergänzt.
An der Stirnseite erinnern ein Text und ein Gemälde an das Franzosenlager. Es ist nach einer Vorlage des Zeichenlehrers Ludwig Weiß gemalt und 1958 von Kunstmaler Robert Schraudolph aus Sonthofen worden. Beides wurde 2018 von Malermeister Hans-Peter Hartmann aus Kempten-Leubas aufgefrischt.
Das geschindelte Türmchen auf dem Dach stammt übrigens aus der Zeit der Franzosenkriege. Es diente zur Beobachtung des österreichischen Lagers auf der anderen Seite der Iller. 2018 wurde es renoviert und erleichtert dem Kaminkehrer den Weg aufs Dach.
Ein Marterl am Franzosenbauerweg mit historischem Kreuz erinnert ab Mai 2020 an die wechselvolle Geschichte des Hauses.
Stadtteil Franzosenbauer
Die interne statistische Gebietsgliederung der Stadt Kempten benennt heute zwei statistische Bezirke des Stadtteils 2 Haubenschloß, Ellharten, Franzosenbauer nach diesem markanten Gebäude, nämlich Franzosenbauer West (Bezirk 24) und Franzosenbauer Ost (Bezirk 25). Zum 31. Dezember 2012 hatten diese beiden Bezirke eine Bevölkerung von zusammen 3205 (Ost 1986, West 1219).
Dieses Gebiet wird im Westen und Süden durch den Heussring begrenzt sowie im Osten durch die Immenstädter Straße. Die Nordgrenze verläuft entlang Steufzger Straße, Keplerstraße und Haubenschloßstraße. Die Grenze zwischen beiden Bezirken Franzosenbauer-West und -Ost verläuft, von Süd nach Nord entlang Hoefelmayrweg, Vindelicierweg und Estionenweg (letzterer an der Westseite des Allgäu-Gymnasium). Auch das Haubenschloß gehört damit zum Bezirk Franzosenbauer-Ost, und nicht, wie der Name vermuten lässt, zum Bezirk Haubenschloss. Das Gebiet gehörte ursprünglich zur Gemeinde Sankt Lorenz, wurde aber – mit zahlreichen anderen Ortsteilen – bereits am 1. Oktober 1934 nach Kempten eingegliedert und gehört auch zur Gemarkung Kempten. Vor der Bildung der Gemeinden im Jahr 1818 gehörte das Gebiet zu Hauptmannschaft Hofammannschaft, einer der vier Hauptmannschaften, aus denen später die Gemeinde Sankt Lorenz gebildet wurde. Die Hauptmannschaften waren im Mittelalter die unterste Verwaltungsgliederung, unterhalb der Pflegämter, hier Pflegamt diesseits der Iller mit Sitz in Kempten, eines der zuletzt acht Pflegämter des Fürststifts Kempten.
Die Bushaltestellen der Kemptener Verkehrsbetriebe an diesem Haus tragen auch den Namen Franzosenbauer.
Auf der Fassade ist eine Tafelinschrift mit folgendem Inhalt angebracht:
oberen franzöſiſchen Lagers, welches hier,

anno 1800, den 14ten Mai errichtet u: bezo⸗

gen am 12ten Juli aber wieder verlaßen

wurde.

Die Man̄ſchaft beſtand aus unregulierten Truppen